# Harry Trelawny (5e baronnet)
Pour les articles homonymes, voir Trelawny.
Harry Trelawny, 5e baronnet (1687- 7 avril 1762), de Whitleigh, dans le Devon, est un officier de l’armée britannique et un homme politique conservateur qui siège à la Chambre des communes de 1708 à 1710.

## Biographie

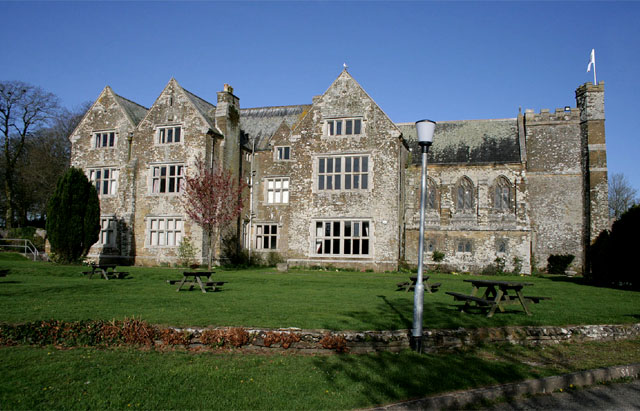
Trelawne House.

Il est baptisé le 15 février 1687 à Egg Buckland, Devon, fils aîné du brigadier-général Henry Trelawny de Trelawne, Pelynt, Cornouailles et de sa première épouse, Rebecca Hals, fille de Matthew Hals d'Effert. En 1702, il succède à son père. Il est inscrit à Christ Church, Oxford le 19 janvier 1703 âge de 15 ans.
Il est un aide de camp du duc de Marlborough pendant la Guerre de Succession d'Espagne et participe à la bataille de Ramillies en 1706. Il est élu député de East Looe dans les domaines de sa famille lors des Élections générales britanniques de 1708, probablement avec le soutien de ses oncles conservateurs, Jonathan Trelawny (3e baronnet), l’évêque de Winchester et le major-général Charles Trelawny. Son seul vote politique important est de s'opposer à la destitution du Dr Sacheverell en 1710. Cependant, il courtise sa cousine, Laetitia Trelawny, la fille de l'évêque qui s'oppose violemment au mariage et est donc destitué aux élections générales britanniques de 1710.
Il est impliqué dans un procès avec sa belle-mère concernant la succession, qui est résolue en 1716 par un arrangement financier. En mai 1716, l'évêque consent au mariage de sa fille et de son neveu, qui a lieu le 17 juillet 1716. En 1756, à l'âge de 68 ans, il succède à son cousin John Trelawny (4e baronnet) comme baronnet.
Il décède en avril 1762, à l'âge de 75 ans. Il a un fils qui l'a précédé dans la tombe et trois filles dont Laetitia qui épouse son cousin William Trelawny (6e baronnet). Le titre de baronnet et Trelawne House sont transmis à William, son neveu et son gendre.